# Estada
Estada – gmina w Hiszpanii, w prowincji Huesca, w Aragonii, o powierzchni 15,87 km². W 2011 roku gmina liczyła 230 mieszkańców.